# مكافأة الطفل
مكافأة الطفل هي مبلغ مالي تدفعه الحكومة لوالدين الطفل حديث الولادة أو الطفل بالتبني للمساعدة في تكاليف التربية.

## أستراليا
قدمت حكومة أندرو فيشر مكافأة للطفل بقيمة 5 جنيهات إسترلينية  للطفل الواحد في أواخر عام 1912. وكانت المكافأة متاحة بغض النظر عن الحالة الزواجية ويمكن أن يتلقاها أيضًا أزواج النساء اللائي توفين أثناء الولادة. بينما أخبر فيشر البرلمان أن الهدف كان مساعدة الأمهات في وقت الحاجة، كانت النية أيضًا زيادة معدلات بقاء المواليد والرضع في البلاد.وقد أعادت الحكومة الاتحادية لاستراليا في ميزانية عام 2002 تطبيق نظام مكافأة الأطفال بهدف تغطية النفقات المرتبطة بحمل الطفل. كما أدخل هذا المخطط كوسيلة لزيادة معدل الخصوبة في أستراليا والتخفيف من آثار شيخوخة السكان في أستراليا. وفي ميزانية عام 2004، تم رفع المنحة من 3000 دولار اعتبارا من 1 يوليو 2004 إلى 12000 دولار مستحقة الدفع في عام 2007، ولكن تمت فهرستها إلى التضخم بحيث أن المبلغ المستحق لكل طفل مؤهل في أكتوبر 2007 كان 4,133 دولار. وتدفع العلاوة بمبلغ إجمالي إلى مؤسسة مالية معينة. اعتبارا من 1 يناير 2009 يتم دفع المبلغ في 13 دفعة كل أسبوعين.  وكان المبلغ المستحق في يناير 2012 هو 5437 دولارا. مبلغ المستحق في سبتمبر 2012 هو 5000 دولار في 13 دفعة أسبوعين (سيتلقى الآباء دفعة أولى أعلى من 846.20 دولار و12 قسطا بقيمة 346.15 دولار كل أسبوعين)، أو إذا مات الطفل أو ولد ميتا، يجوز للآباء أن يطلبوا دفع مكافأة طفلهم بمبلغ إجمالي بدلا من أقساط نصف شهرية.
في مسودة الميزانية الاتحادية لعام 2013، سيتم خفض «مكافأة الأطفال» من 5.000.00 دولار إلى 2056.45 دولار اعتبارا من 1 مارس 2014. وسيتلقى الطفل المولود الجديد الأول 2056,45 دولارا، وسيقدم له بعد ذلك مبلغ محدود قدره 1028,15 دولارا.

## كندا
وقد تم تقديم مكافأة للطفل في كندا في أعقاب الحرب العالمية الثانية. ودفعت خطة للبدل العائلي تعرف باسم «مكافأة الطفل» مبالغ شهرية منتظمة تتراوح بين 5 و 8 دولارات إلى جميع آباء الأطفال دون سن السادسة عشرة.
وفي عام 1988، قدمت الحكومة علاوة للأطفال حديثي الولادة ودفعوا ما يصل إلى 000 8 دولار للأسرة بعد ولادة الطفل.
واليوم، تعتبر إعانة ضريبة الطفل الكندية واحدة من عدد من استحقاقات الطفل والأسرة التي تقدمها الحكومة الكندية.

## جمهورية التشيك
يوجد حاليًا مكافأة للأطفال تبلغ 13000 كرونة تشيكية (حوالي 670 دولارًا أمريكيًا) لكل طفل يولد لأمهات ذوات الدخل المنخفض. يجب أن تكون الأم مواطنة أو مقيمة دائمة في جمهورية التشيك.

## فرنسا
يتم دفع مكافأة قدرها 944.51 يورو لكل طفل مولود.

## إيطاليا
يوجد حاليًا مكافأة قدرها 960 يورو (حوالي 1133 دولارًا أمريكيًا) لكل طفل يولد لعائلة يقل دخلها عن 26000 يورو (حوالي 30,700 دولار أمريكي) و 1920 يورو (حوالي 2266 دولارًا أمريكيًا) لكل طفل يولد لعائلة يقل دخلها عن 7.000 يورو (حوالي 8,271 دولار).

## ليتوانيا
وفي الوقت الحالي هناك مكافأة بقيمة 405 يورو (475 دولار) عن كل طفل في ليتوانيا.

## لكسمبورغ
وينقسم نظام لكسمبرغ لمكافأة الطفل إلى ثلاث مراحل، تعرف باسم مخصصات الأمومة (بدل ما قبل الولادة)، والتخصيص (بدل الولادة)، والتخصيص بعد الولادة (بدل ما بعد الولادة). وهذه العلاوة شاملة ولا يمكن اختبارها بالوسائل اللازمة.
ويبلغ إجمالي البدل 740.09 1 يورو، يدفع بثلاثة مبالغ قدرها 580.03 يورو بمجرد اكتمال كل مرحلة.
ويمكن المطالبة بإعانة ما قبل الولادة بمجرد إجراء 5 فحوص لأمراض الولادة وفحوص واحدة لطب الأسنان.
ويمكن المطالبة بإعانة الولادة بمجرد أن تخضع المرأة لفحص طبي نسائي بعد الولادة. وبهذه الطريقة، لا يزال من حق المرأة التي يولد طفلها ميتا أو يموت بعد الولادة بفترة وجيزة أن تحصل على الجزأين الأولين من علاوة الطفل.
ويمكن المطالبة بإعانة ما بعد الولادة بمجرد أن يبلغ الطفل سنتين من العمر، وبعد إجراء 6 فحوص طبية مع طبيب أطفال.

## بولندا
في أبريل 2016، قدمت حكومة حزب القانون والعدالة، استجابة لانخفاض معدلات الخصوبة في بولندا، برنامج Family +500. لكل طفل ثانٍ، يتلقى الوالدان (500)  (133) PLN دولار شهريًا حتى يبلغ الطفل 18 عامًا. على سبيل المثال، إذا كان لدى إحدى الأسر ثلاثة أطفال، فسيتلقون 1000 PLN كل شهر حتى يبلغ عمر الطفل الأكبر 18 عامًا، وبعدها سيتلقون 500 PLN.
في يوليو 2019، تم توسيع برنامجFamily +500 ليشمل 500 PLN للطفل الأول، بغض النظر عن الوضع الاقتصادي للأسرة.

## روسيا
اعتبارًا من عام 2015، تقدم روسيا 453,026 (9,000 دولار أمريكي) لثاني كل طفل تابع. ويحسب المبلغ سنويا مع التضخم. ولا يمكن إنفاق هذا إلا على السكن أو التعليم أو الرعاية الصحية أو معاش الأم.

## سنغافورة
وبإنجاب طفلين، يمكن أن تتلقى أسرة سنغافورية متوسطة الدخل حوافز مختلفة تعادل 166,000 دولار سنغافوري (121,400 دولار من دولارات الولايات المتحدة). بالنسبة إلى الطفل الثالث واللاحق، سيحصل المنزل على مبلغ إضافي قدره 8000 دولار أمريكي كمكافأة للطفل و20000 دولار أمريكي كخصم ضريبة لتنظيم الأسرة.
باقة الزواج والأبوة في سنغافورة
| نوع الحوافز (للأطفال الأول والثاني)                  | المنافع                                                                                     |
| مكافأة الأطفال (هدية نقدية)                          | 12,000 دولار                                                                                |
| مكافأة الأطفال (توفير مشترك في CDA)                  | 12,000 دولار                                                                                |
| تخفيض ضريبة الأبوة (PTR)                             | 15,000 دولار                                                                                |
| دعم رعاية الرضع ورعاية الأطفال                       | 53,000 دولار                                                                                |
| إجازة الأمومة لكل طفل (مدفوعة الأجر)                 | 4 شهور من أيّ أسبوع يمكن مشاركة بالأب                                                        |
| إجازة الأبوة لكل طفل (مدفوعة)                        | أسبوع واحد                                                                                  |
| إجازة رعاية الأطفال المدفوعة الأجر في السنة لكل والد | 6 أيام حتى ينتهي كلا من الطفلين، من 7 أيام أو يومين عندما يتراوح عمر الأطفال بين 7 و12 سنة. |
| المبلغ المكافئ (إلى أن يتحدر كل من الطفلين 13)       | 166,000 دولار                                                                               |

### نظام مكافأة الأطفال
تم تقديم خطة مكافأة الطفل (المعروفة سابقاً بمخطط التوفير المشترك لتنمية الطفل) لأول مرة في سنغافورة في 1 أبريل 2001، مع إدخال تحسينات في 1 أغسطس 2004، وأغسطس 2008 و1 مارس 2012. والهدف من هذه الخطة هو تحسين معدل الخصوبة في البلد عن طريق توفير حوافز نقدية، مع الامل في تخفيف العبء المالي المتمثل في تربية الأطفال، ومن ثم تشجيعهم على الانجاب. ويتكون المخطط من عنصرين هما «صندوق الهدايا النقدية» و«حساب تنمية الأطفال».

#### هدية نقدية
بالنسبة لأطفال المواطن السنغافوري المولودين في 26 أغسطس 2012 أو بعدها، يبلغ الحد الأقصى للهدية النقدية من الحكومة 8000 دولار سنغافوري، والتي يمكن إنفاقها بدون أي قيود. وهو متاح لكل طفل من الأطفال الأربعة الأوائل.
جدول الهدايا النقدية
| رقم الولادة    | عند الولادة | 6 أشهر (عمر الطفل) | 12 شهراً (عمر الطفل) | الإجمالي    |
| الأول والثاني  | 3,000 دولار | 1,500 دولار        | 1,500 دولار         | 6,000 دولار |
| الثالث والرابع | 4,000 دولار | 2,000 دولار        | 2,000 دولار         | 8,000 دولار |

#### حساب تنمية الطفل
وتساهم حكومة سنغافورة بدولار واحد مقابل دولار يعادل مقدار المدخرات التي يساهم بها الآباء في مدخرات أطفالهم في حساب تنمية الأطفال. ويحد المبلغ بحد أقصى قدره 000 6 دولار لكل من الطفل الأول والثاني، 12,000 دولار لكل من الطفل الثالث والرابع،18,000 دولار لكل من الطفل الخامس والطفل اللاحق. يمكن أن يستخدم الطفل وإخوته المدخرات في هذا الحساب في المؤسسات المعتمدة لمركز رعاية الطفل، وبرامج التدخل المبكر، ومؤسسات الرعاية الصحية، ومركز التعليم الخاص، وموفر أجهزة التكنولوجيا المساعدة، والمتجر البصري والصيدلة. واعتبارا من 1 يناير 2013، ستبقى هيئة الدفاع عن الأطفال مفتوحة حتى نهاية السنة الثانية عشرة للطفل، بدلا من السنة السادسة الحالية. وحتى يومنا هذا، ارتفع معدل المواليد في سنغافورة بنسبة 0. 2%. 
إجمالي مزايا مكافأة الأطفال حسب الطلب عند الولادة
| رقم الولادة     | هدية نقدية من الحكومة | الحد الأقصى لمساهمة الحكومة المتطابقة في حساب تنمية الطفل | الإجمالي                     |
| الأول والثاني   | 6,000 دولار           | 6,000 دولار                                               | يصل إلى 12,000 دولار         |
| الثالث والرابع  | 8,000 دولار           | 12,000 دولار                                              | يصل إلى 20,000 دولار         |
| الخامس وما بعده | -                     | 18,000 دولار                                              | يصل إلى 18,000 دولار لكل طفل |

### تخفيض ضريبة الأبوة (PTR)
ويمكن للآباء المطالبة بمبلغ 5,000 دولار من نوع PTR لطفلهم الأول، و10,000 دولار لطفلهم الثاني، و20,000 دولار للطفل الواحد لجميع الأطفال اللاحقين. يمكن استخدام نوع البرنامج PTR لتعويض ضريبة الدخل المستحقة الدفع. ويدفع تلقائيا أي رصيد غير مستخدم للتعويض عن ضريبة الدخل المستحقة في المستقبل. أي رصيد ائتمان متبقٍ غير قابل للاسترداد. يمكن مشاركة هذا الخصم مع الزوج.
تخفيض ضريبة الأبوة (PTR)
| رقم الولادة     | مبلغ الخصم الضريبي |
| الأول           | 5,000 دولار        |
| الثاني          | 10,000 دولار       |
| الثالث وما بعده | 20,000 دولار       |